# Ture Ryberg

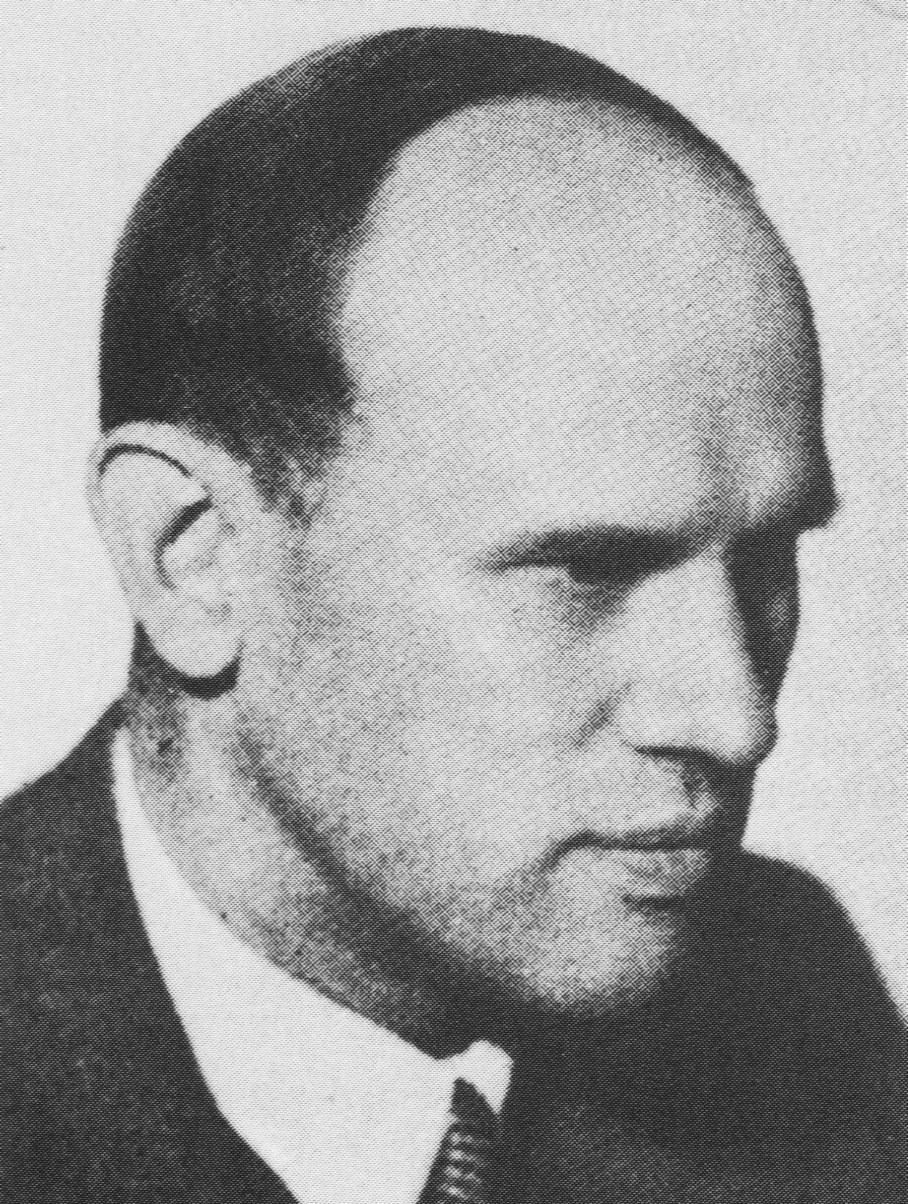
Ture Ryberg.

Carl Ture Ryberg, född 23 september 1888 i Trosa, död 17 augusti 1961 i Oscars församling, Stockholm, var en svensk arkitekt.

## Liv och verk

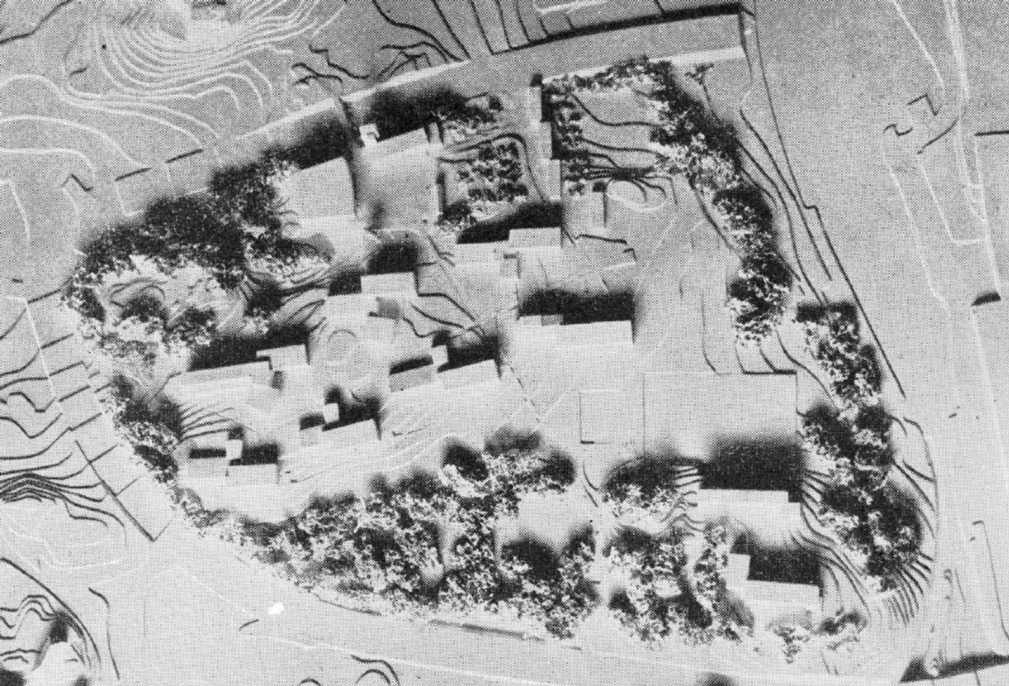
Rybergs tävlingsförslag "Per Haps" 1936.

Ture Ryberg studerade arkitektur vid Kungliga Tekniska Högskolan i Stockholm 1908–1912 och sedan på Konstakademiens arkitektskola 1912–1914. Han började sin karriär hos Erik Lallerstedt. Hans första egna projekt var en tävling om kvarteret Yggdrasil (Djursholm, 1916) där han vann och det uppfördes sju villor efter hans ritningar. Han drev ett eget mindre kontor och under 1920-talet uppfördes flera mindre bostadshus. 
Till de större projekten hör Folkskoleseminariet i Linköping (1927) sedan följt av det största och mest kända projektet, Karolinska Institutets röda tegelbyggnader på dagens Campus Solna. Han vann den utlysta tävlingen med sitt förslag "Per Haps" 1936. Dock tog det tid innan hela projektet genomfördes på grund av andra världskriget, som fördröjde många av Stockholms byggprojekt. När Ryberg själv presenterade sitt arbete 1955 i facktidskriften Byggmästaren var han bitter över att sparivern hade förvanskat hans projekt och flera byggnader omnämns som ”monument över missriktad sparsamhet”.
Under sin tid som stadsplanearkitekt på Stockholms stadsbyggnadskontor ritade han 1944 bland annat stadsplanen för Gubbängen. Man påbörjade byggandet 1945–1946. Ture Ryberg var även verksam som lärare vid Konstakademiens dekorativa skola samtidigt som Olle Hjortzberg.
Olaus Petri kyrka i stadsdelen Främre Tölö vid Minervagatan i Helsingfors i Finland är byggd efter ritningar från en arkitekttävling som utlystes i Sverige år 1926. Tävlingen vanns av Ture Ryberg och kyrkan blev färdig 1932. Den svenska Olaus Petri församlingen hade inrättats under Uppsala ärkebiskopsstift 1922 och fanns till för svenskar i hela Finland. Kyrkan hör till Olaus Petriförsamlingen i Helsingfors som är en del av Borgå stift. Kyrkan är Svenska kyrkan i Helsingfors, Rikssvenska Olaus Petri-församlingen. Ryberg är representerad vid bland annat Nationalmuseum i Stockholm.
Han var gift med konstnären Signe Ryberg. Makarna är begravda på Norra begravningsplatsen utanför Stockholm.

## Bilder, verk i urval

Skolor
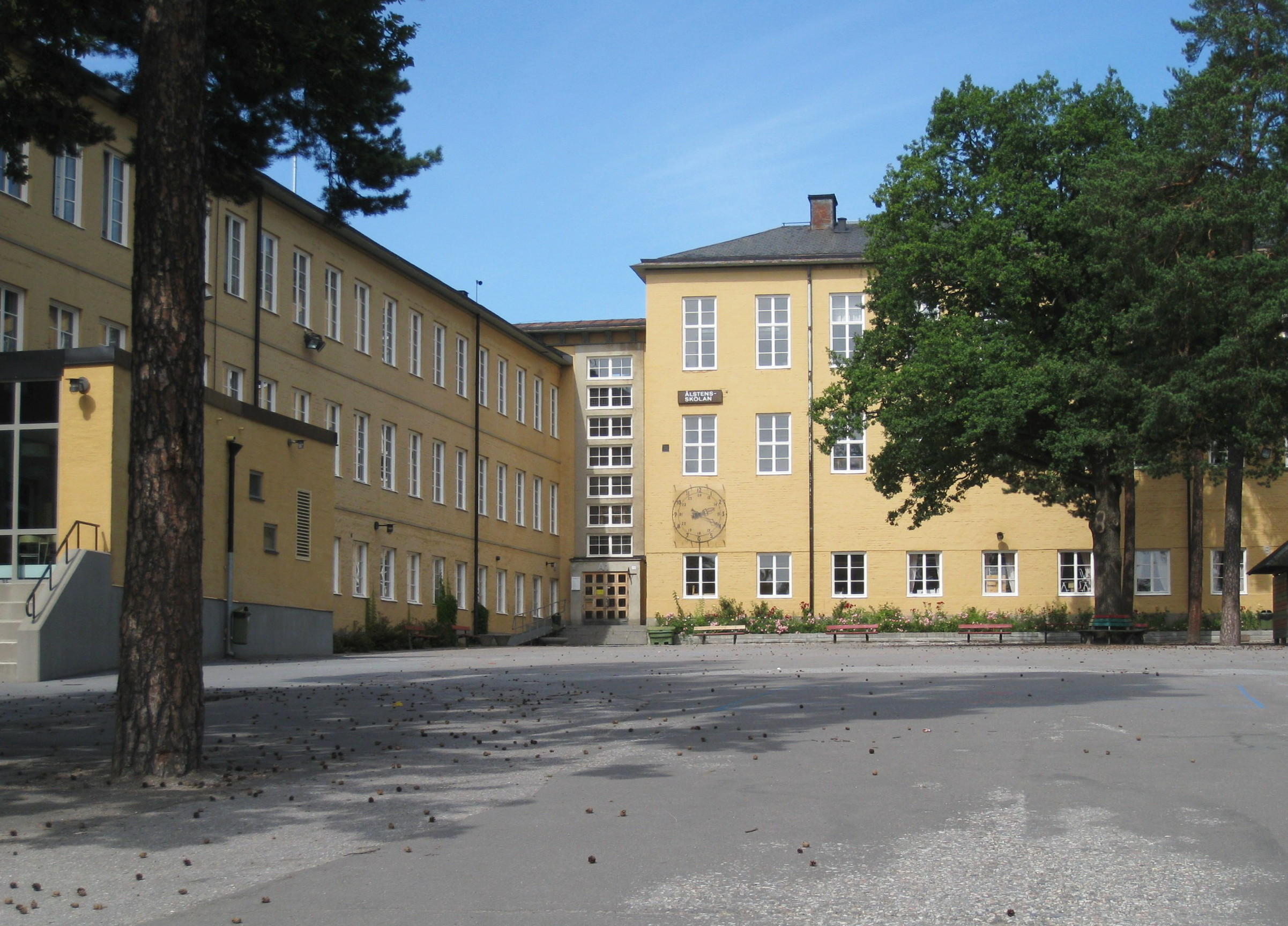
Ålstensskolan (1929)
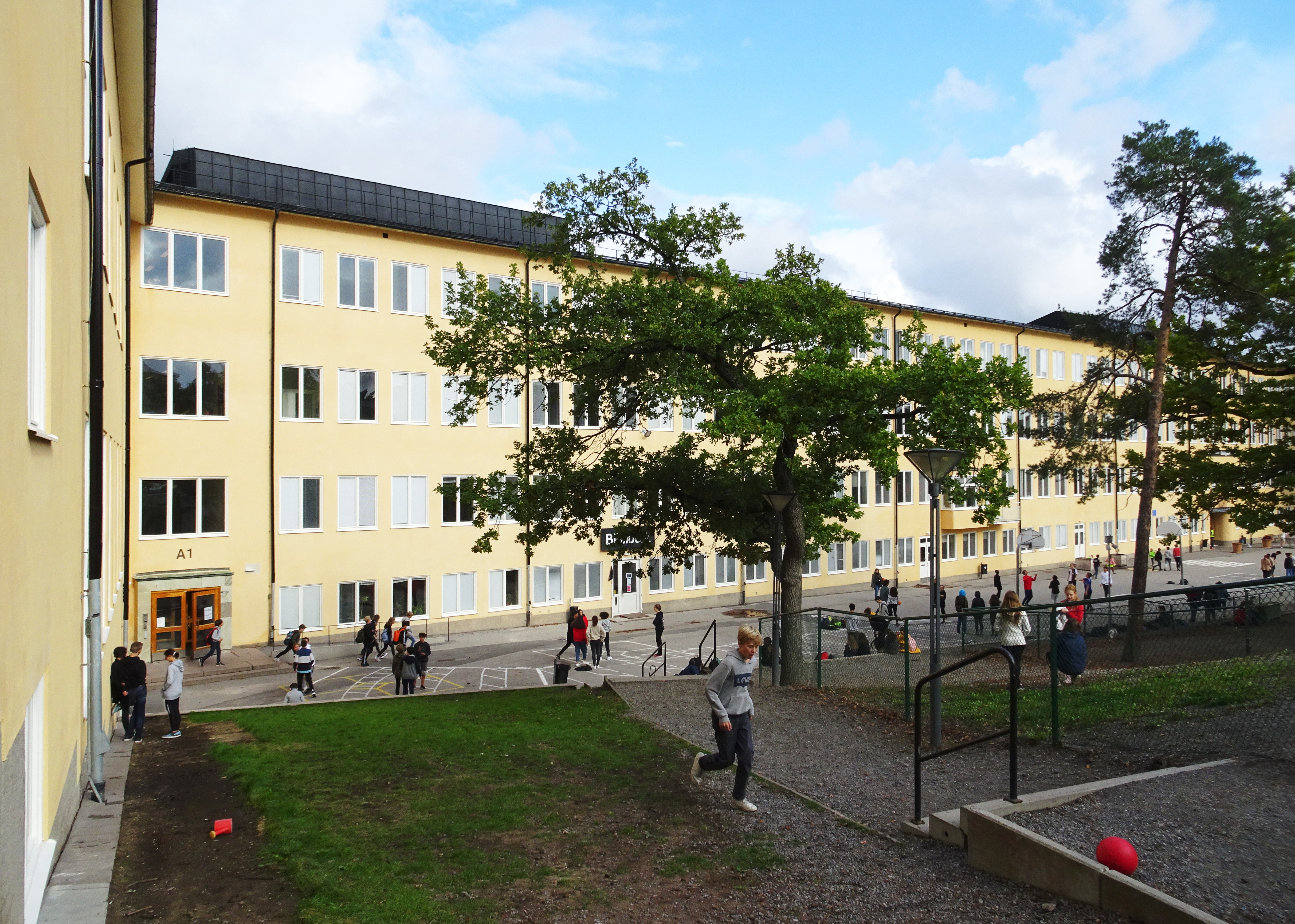
Stora Essingens folkskola (1932)
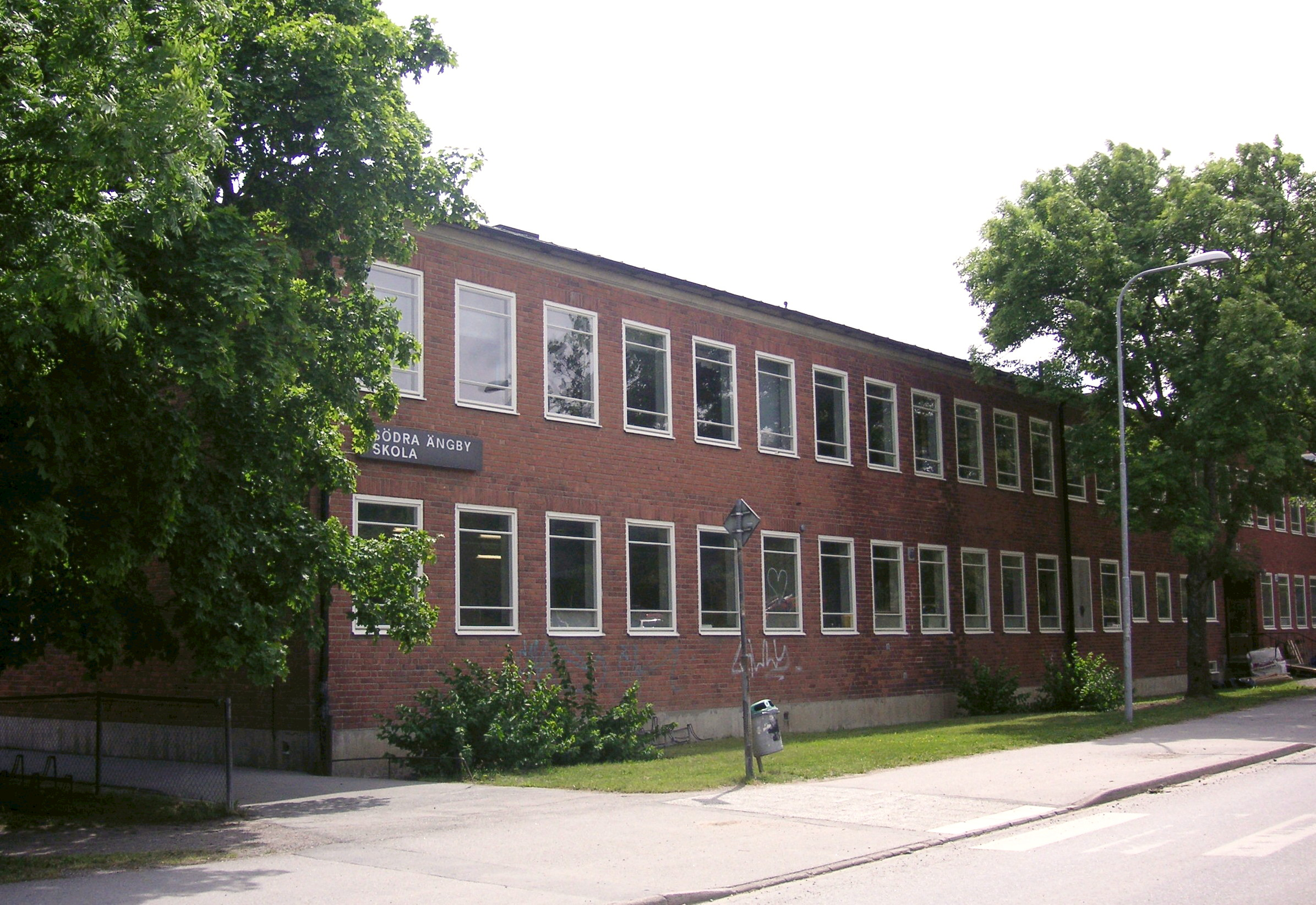
Södra Ängby skola (1946)
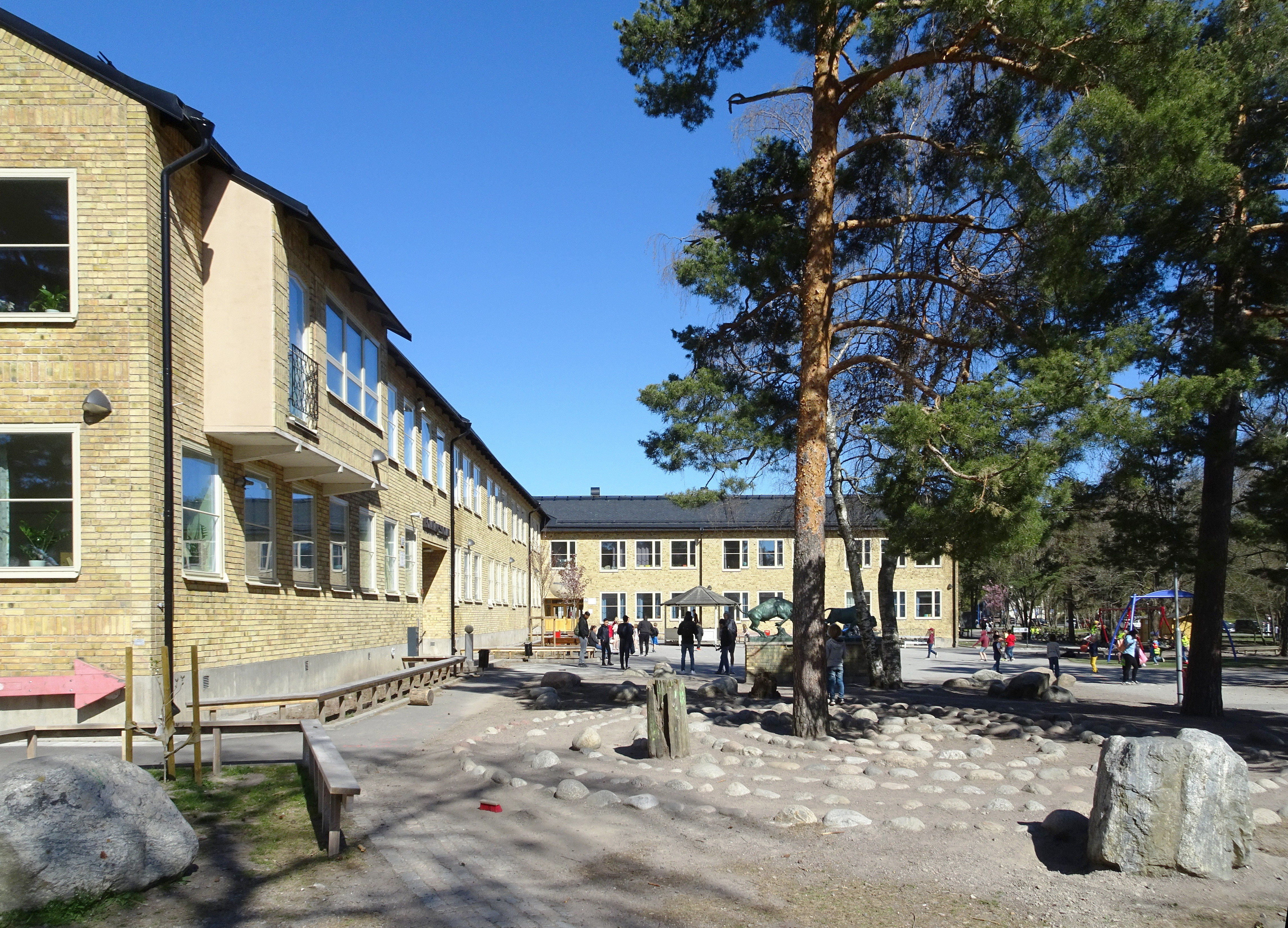
Hökarängsskolan (1950)
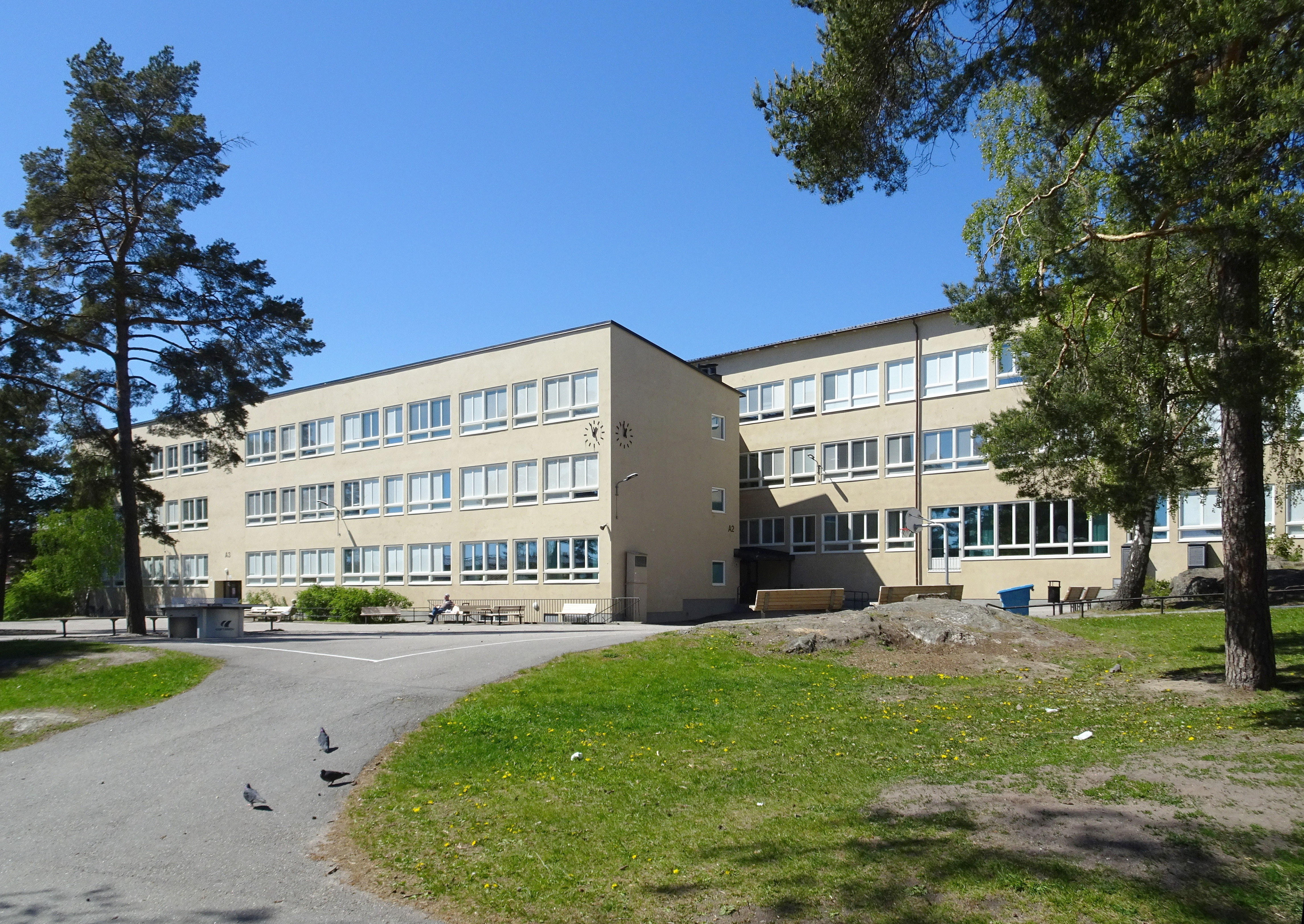
Fruängens skola (1956-1960)

Andra byggnader
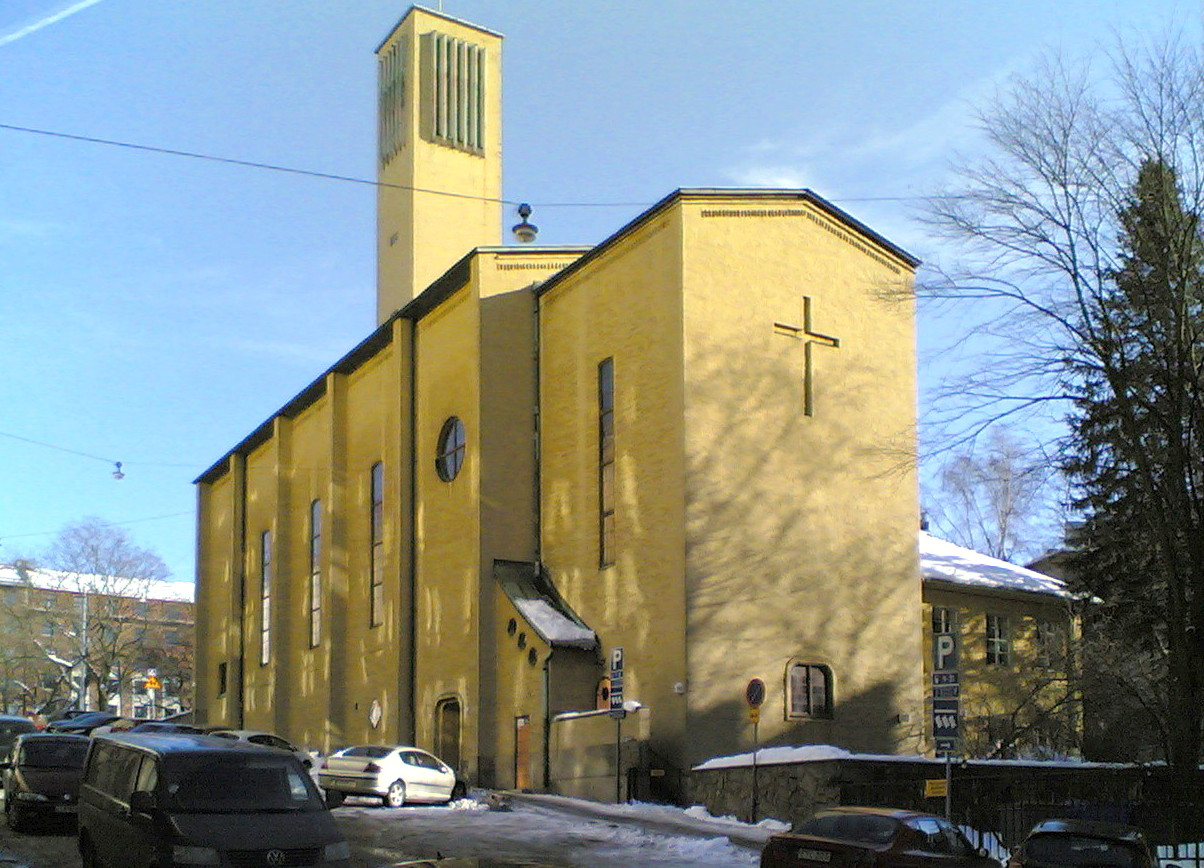
Olaus Petri kyrka, Helsingfors (1932).
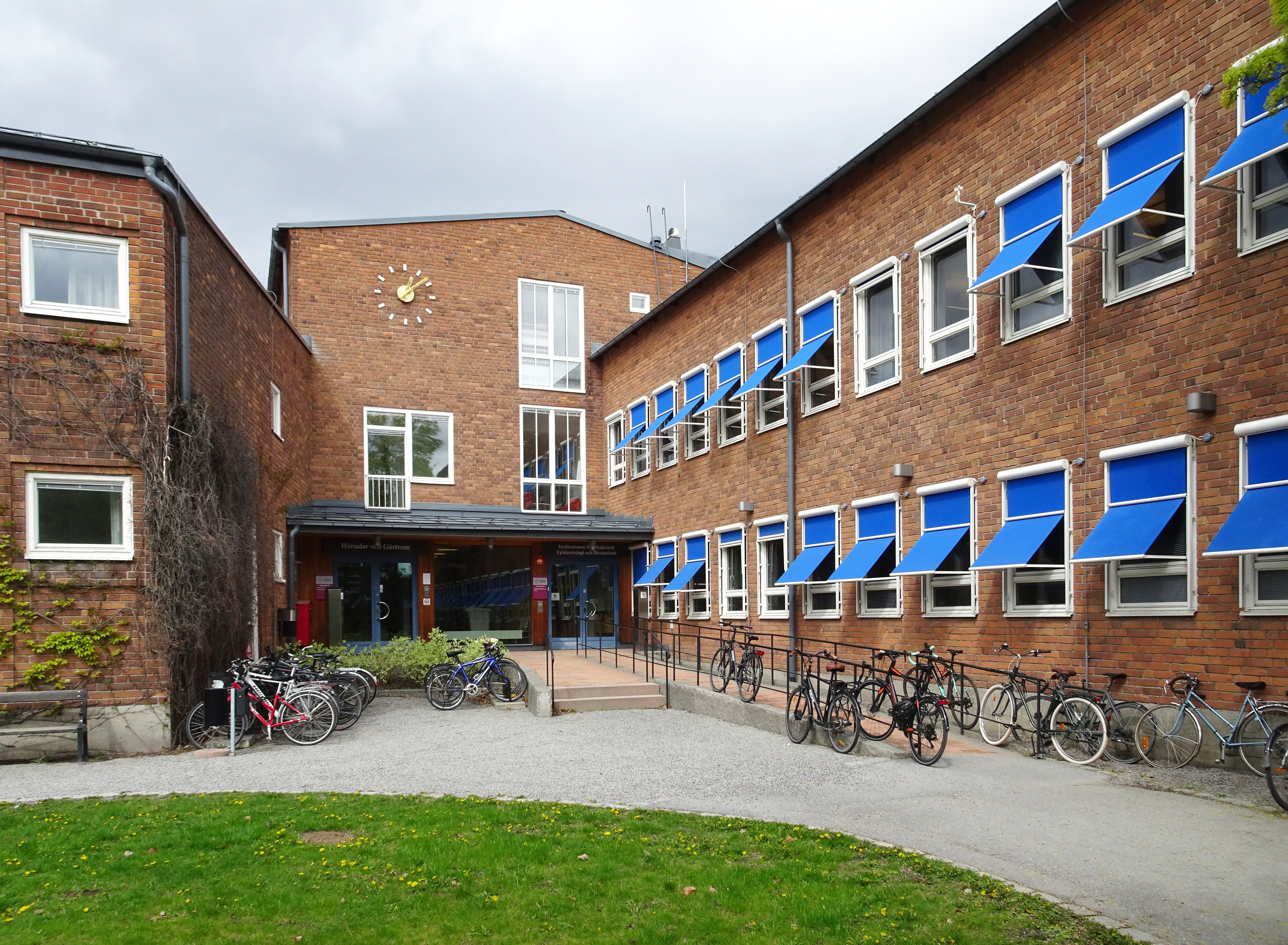
Karolinska Institutet, "Anatomen".
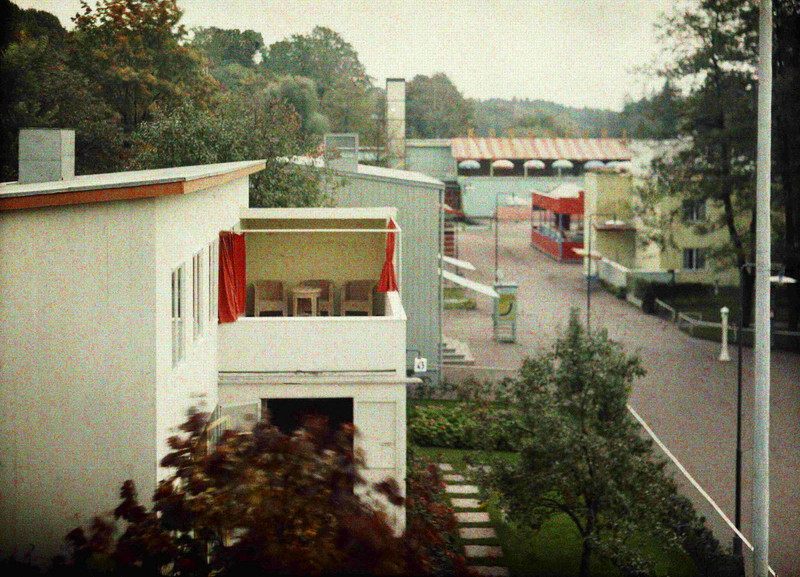
Villa 43 på Stockholmsutställningen 1930.
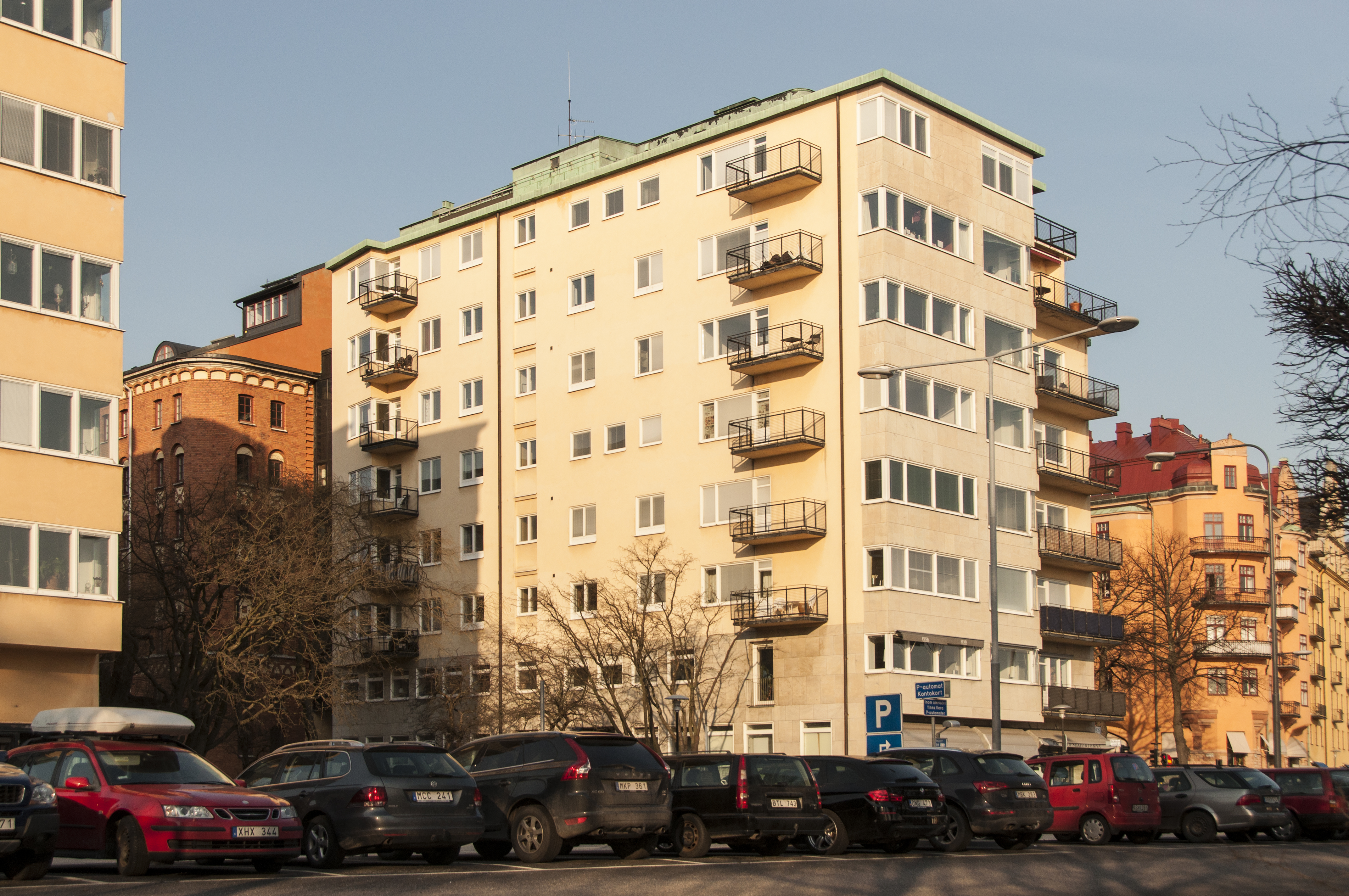
Norr Mälarstrand 36.
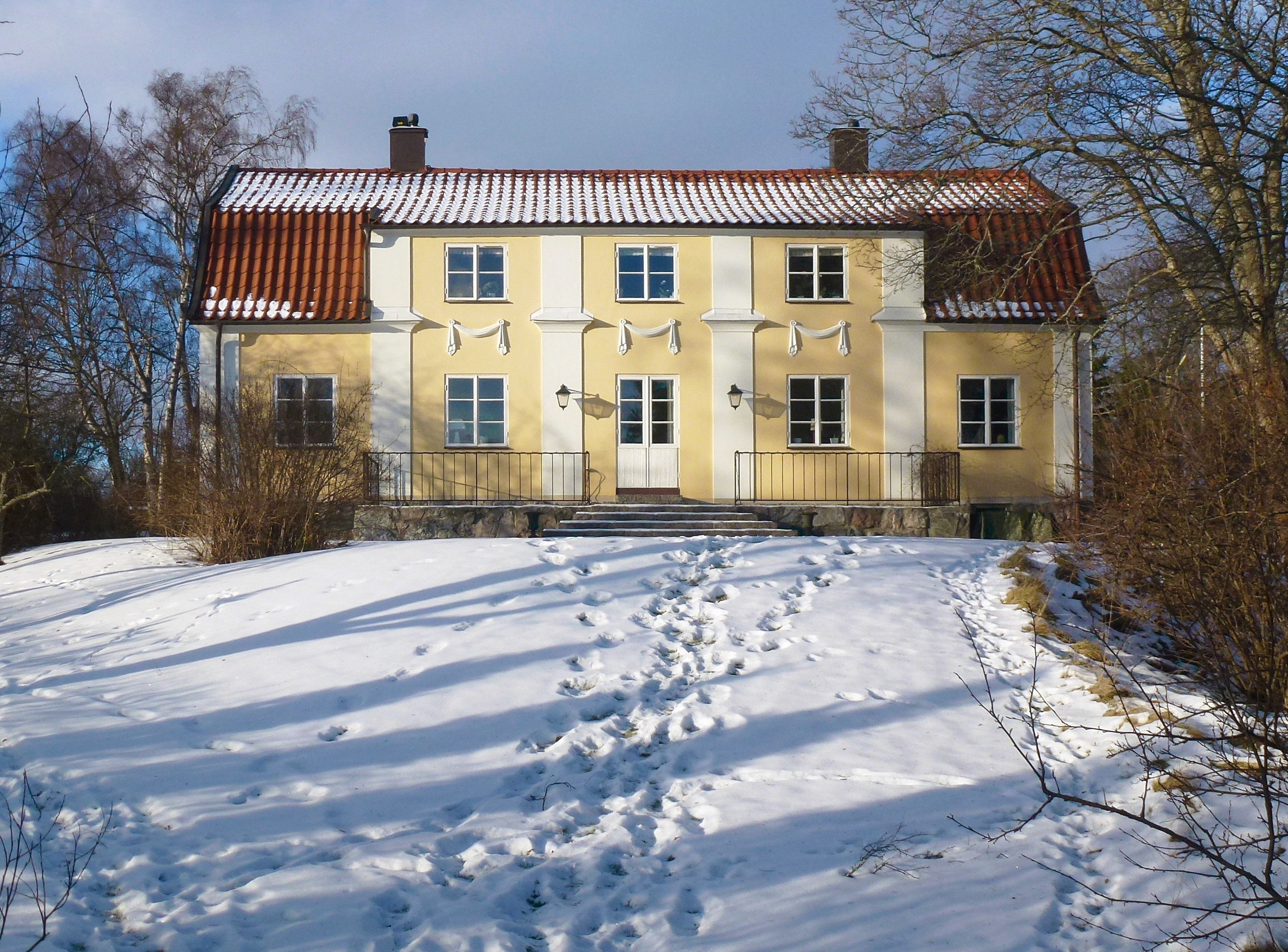
Villafastigheten Yggdrasil 6, Djursholm.

## Verk i urval
I kronologisk ordning:

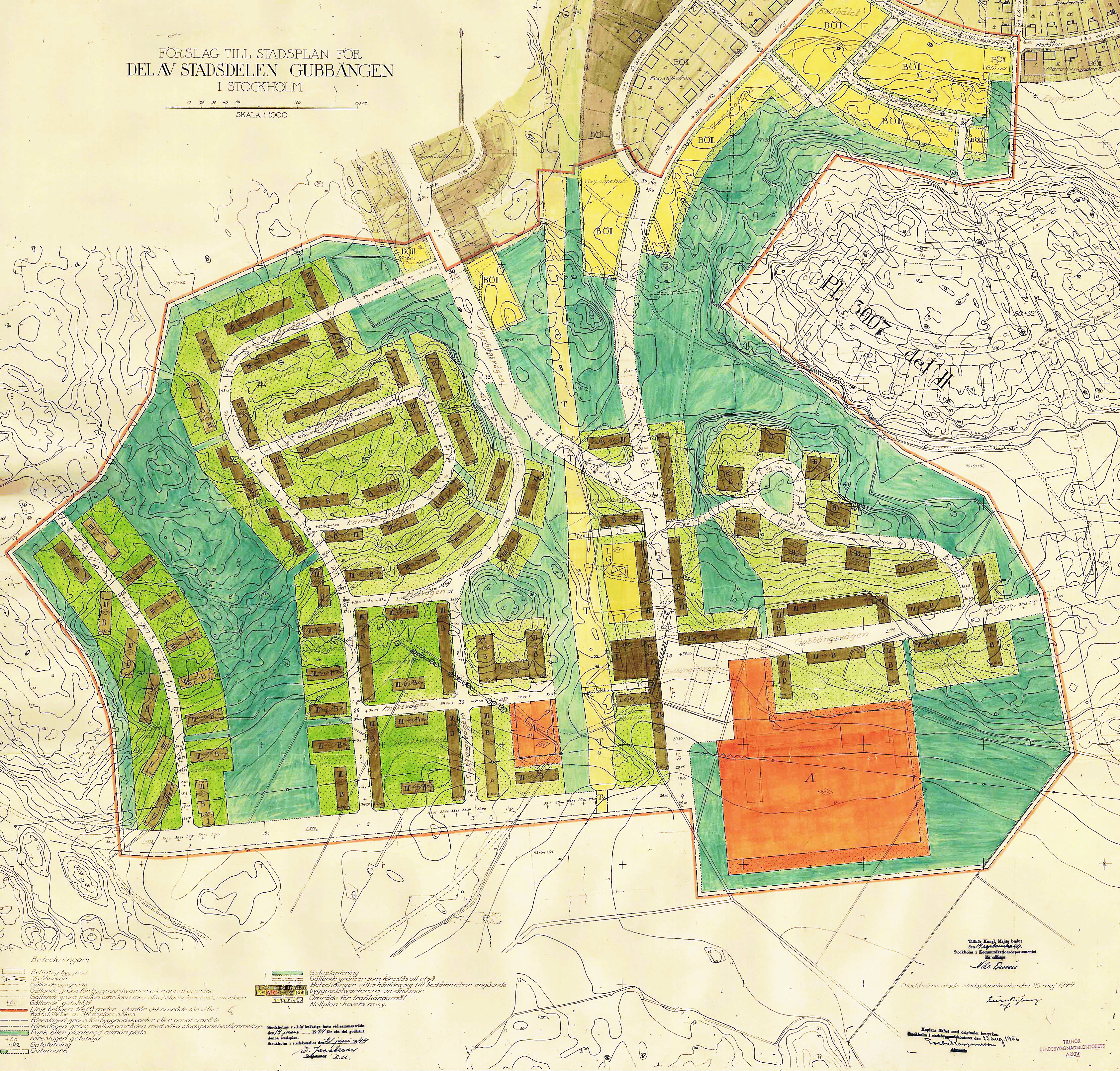
Stadsplanen för Gubbängen maj 1944.

- Kvarteret Yggdrasil, sju villor vid Agnevägen och Parkstigen, Djursholm, 1916-1918
- Folkskoleseminariet i Linköping, Östgötagatan 12, 1927 [8]
- Ålstensskolan (Ålstens Folkskola), Ålsten, Bromma, Stockholm, 1929
- Essinge skola, idag Lycée Français Saint Louis de Stockholm, Stora Essingen, Stockholm, 1931
- Olaus Petri kyrka, Helsingfors, 1932
- Saltsjöbadens köpings kommunalhus, Saltsjöbaden, 1932
- Flera villor, i kvarteret Yggdrasil, Parkvägen, Djursholm, 1933
- Villa kvarteret Ysäter, Djursholm 1934
- Bostadshus Norr Mälarstrand 36-38, Stockholm, 1936
- Norra Ängby skola, Norra Ängby, Bromma, Stockholm, 1936 [9]
- Karolinska Institutet, Solna, Stockholm, 1936-1955
- Bostadshus kv Mullbärsträdet, Kungsholmen, Stockholm, 1937
- Bostadshus Oscarshemmet, Rigagatan 1-9, Stockholm, 1938
- Stadsplan för Gubbängen, 1944
- Södra Ängby skola, Södra Ängby, Bromma, Stockholm, 1946
- Västbergaskolan, 1940-talets mitt
- Hökarängsskolan, 1950.
- Skarpnäcks skola, 1952.
- Fruängens skola, 1956.
- Stadshagsgården, S:t Göransgatan 126, Stockholm, 1953-1955